# Walter Heitz
Walter Heitz (8 de diciembre de 1878 - 9 de febrero de 1944) fue un general alemán (Generaloberst) en la Wehrmacht durante la II Guerra Mundial. Comandó el VIII Cuerpo de Ejército en el frente occidental y en el frente oriental. 
Heitz rindió la bolsa central de fuerzas alemanas en Stalingrado el 31 de enero de 1943 y murió como prisionero de guerra en la Unión Soviética. 

## Carrera militar

### I Guerra Mundial
Heitz se unió al Ejército alemán el 7 de marzo de 1898 y fue asignado al 36º Regimiento de Artillería de Campo (2º Occidental prusiano). Alcanzó el grado de capitán (Hauptmann) y comandó una compañía en la Primera Guerra Mundial.
Durante la guerra recibió además la Cruz de Hierro (2ª y 1ª clases); la Medalla al Herido en negro; la Cruz prusiana al servicio; la Cruz de Caballero de la Real Orden de Hohenzollern con espadas y la Cruz Hanseática de Hamburgo.

### Periodo de entreguerras
Después de la I Guerra Mundial sirvió en el Reichswehr como Coronel (Oberst) y en 1931 se le dio el mando de la fortaleza Königsberg.
Heitz era un partidario incondicional del Nazismo y de Hitler. Esto pudo ser decisivo para ser elegido Presidente del Reichskriegsgericht (la más alta corte marcial en la Alemania Nazi) el 1 de agosto de 1936. Con este puesto, fue ascendido a General de Artillería (General der Artillerie).

### II Guerra Mundial

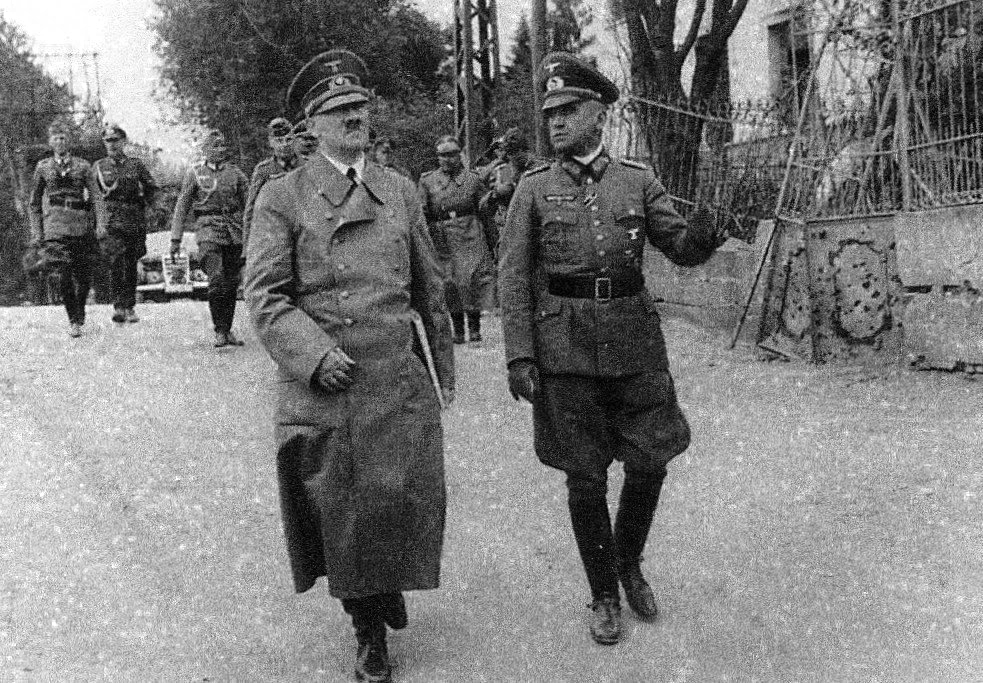
Hitler inspeccionando los campos de batalla en las cercanías de Arras con Heitz, 17 de mayo de 1940.

Con el estallido de la Segunda Guerra Mundial en 1939, Heitz ya era un hombre de 60 años y hubiera ido al retiro. Sin embargo, él solicitó ser enviado a las líneas de frente. Después de un interludio como comandante de la guarnición de Danzig-Prusia Occidental, Heitz fue seleccionado como comandante general del VIII Cuerpo de Ejército en octubre de 1939 y participó en la Batalla de Francia. El 4 de septiembre de 1940 le fue concedida la Cruz de Caballero de la Cruz de Hierro con Hojas de Roble por explorar personalmente el cruce de río sobre el Oise bajo fuego enermigo. 
Continuó al mando del VIII Cuerpo de Ejército durante la invasión alemana de la Unión Soviética en la Operación Barbarroja, la Batalla de Białystok-Minsk y la Primera Batalla de Smolensk. En octubre de 1942, el VIII Cuerpo de Ejército fue enviado a la Batalla de Stalingrado.

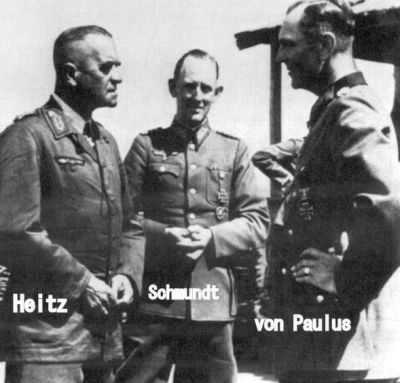
Heitz, Rudolf Schmundt y Friedrich Paulus en la Unión Soviética, 1942.

Durante la Batalla de Stalingrado a medida que la situación empeoraba para los alemanes, ordenó que los derrotistas y cada hombre que intentara rendirse fuera disparado y acuñó el eslogan: "Luchamos hasta la penúltima bala" Mientras tanto, otros generales como el General de Artillería Walther von Seydlitz-Kurzbach, ya habían dado a sus comandantes de regimiento y de batallón permiso para actuar y rendirse independientemente según las condiciones locales. El 26 de enero de 1943, las fuerzas dentro de Stalingrado fueron divididas en dos bolsas, norte y sur de Mamayev Kurgan. La bolsa norte consistía del XI Cuerpo, y el VIII Cuerpo a las órdenes de Heitz. Al día siguiente la bolsa sur colapsó. El 28 de enero, la bolsa se dividió en tres partes. La bolsa norte consistía del XI Cuerpo, el central de los Cuerpos VIII y el LI, el del sur con el XIV Cuerpo Panzer y el IV Cuerpo "sin unidades". Los enfermos y heridos alcanzaban de 40.000 a 50.000 hombres. El 31 de enero de 1943, Heitz rindió la bolsa central.
En prisión, vehementemente rehusó cooperar con el antinazi Comité Nacional por una Alemania Libre que operaba fuera de la Unión Soviética, a pesar de ser presionado por los soviéticos, que lo golpearon y amenazaron a su familia. Murió de cáncer el 9 de febrero de 1944 mientras se hallaba en cautividad por los soviéticos.

## Condecoraciones
- Broche de la Cruz de Hierro (1939) 2ª Clase (10 de octubre de 1939) & 1ª Clase (19 de mayo de 1940)[9]
- Cruz Alemana en Oro el 22 de abril de 1942 como General der Artillerie y comandante general del VIII Cuerpo de Ejército[4]
- Cruz de Caballero de la Cruz de Hierro con Hojas de Roble
  - Cruz de Caballero el 4 de septiembre de 1940 como General der Artillerie y comandante general del VIII Cuerpo[10]
  - 156ª Hojas de Roble el 21 de diciembre de 1942 como General der Artillerie y comandante general del VIII Cuerpo[10]